# یواس‌اس پرینستون (سی‌وی-۳۷)
یواس‌اس پرینستون (سی‌وی-۳۷) (به انگلیسی: USS Princeton (CV-37)) یک کشتی بود که طول آن As built:
۸۸۸ فوت (۲۷۱ متر) overall بود. این کشتی در سال ۱۹۴۵ ساخته شد.